# HAMNET
Highspeed Amateur radio Multimedia NETwork, también conocidos por sus siglas HAMNET, es una red autónoma constituida por enlaces de radio y cable, usando TCP/IP, desarrolladas y operadas por radioaficionados. Usa enlaces de radioaficionado (aplican regulaciones al respecto de cada país), principalmente el rango de los 5GHz (banda de los 6cm), usando los estándares IEEE 802.11a o 802.11n. Para las conexiones de radio se usan normalmente encaminadores WLAN comerciales, que permitan configuración para modificar sus frecuencias y usar las de radioaficionado. Los nodos de la red usan direcciones IP de AMPRNet (rango 44.0.0.0/8).
Hamnet está operada por asociaciones de radioaficionados que configuran y operan nodos HAMNET y establecen enlaces de radio con otros nodos individuales. Los usuarios tienen la opción de conectarse directamente mediante radio enlaces o usar una conexión directa a un sitio, a través de una conexión VPN a través de internet. Hamnet es una red cerrada separada de Internet. Solo se puede acceder desde Internet usando una puerta de enlace. 
A través de la red se gestionan otros servicios de radioaficionado como EchoLink, WinLink2000, mensajería instantánea, VoIP , DATV (Digital Amateur TeleVision)/IPATV(Internet Protocol Amateur Television) y APRS.

## Historia
Hamnet comenzó en Alemania en 2008/2009, desde donde creció rápidamente en Europa reemplazando la primigenia red de radio por paquetes por enlaces Hamnet. En 2018 Hamnet cubría muchas regiones de Europa y estaba creciendo rápidamente más allá de sus fronteras.

## Motivación
Las motivaciones principales para la creación de esta red son principalmente:
- Aprendizaje y experimentación. Por ejemplo, desarrollar hardware y software gratuitos y rentables para tipos de modulación altamente eficientes.
- Comunicación con otros radioaficionados a lo largo del mundo
- Construcción de una red propia de backhaul.
- Suministro de radio de emergencia con alta capacidad de transmisión de datos para los servicios de emergencia como respaldo a las redes comerciales.